# Železniční trať Pchjongjang – Pchanmun
Železniční trať Pchjongjang – Pchanmun (korejsky 평부선 – Pchjŏngbusŏn) je železniční trať vedoucí z nádraží Pchjongjang v Pchjongjangu, hlavním městě Severní Korey, do Kesongu, města u hranice s Jižní Koreou. Teoreticky pokračuje dále přes Soul, hlavní město Jižní Korey, a dále až do Pusanu na jižním konci Korejského poloostrova, ovšem v praxi vlaky nejezdí přes korejské demilitarizované pásmo a končí tedy v Kesongu. Je 187,3 kilometrů dlouhá a má normální rozchod.
Původně byla součástí železniční tratě Soul – Sinuidžu, na které provozovaly v letech 1910–1945 provoz Japonské státní dráhy. Od roku 1948 provozují vlaky na této trati Korejské státní dráhy.